# دميتري بولوز
دميتري دميترييفيتش بولوز ((الروسية: Дмитрий Дмитриевич Полоз)؛ مواليد 12 يوليو 1991 في ستافروبول، الاتحاد السوفيتي) هو لاعب كرة قدم روسي يلعب مع نادي روستوف في الدوري الروسي الممتاز كلاعب وسط. مثّل منتخب روسيا لكرة القدم. بدأ دميتري بولوز مسيرته الرياضية عام 2009 مع لوكوموتيف موسكو.

## الإنجازات
روستوف
- كأس روسيا: 2013–14

## روابط خارجية
- دميتري بولوز على موقع الاتحاد الدولي (مؤرشف)  (الإنجليزية)
- دميتري بولوز على موقع الاتحاد الأوربي (الإنجليزية)
- دميتري بولوز على موقع قاعدة بيانات كرة القدم.إي يو (الإنجليزية)
- دميتري بولوز على موقع ناشيونال فوتبول تيمز (الإنجليزية)
- دميتري بولوز على موقع Soccerway.com (الإنجليزية)
- دميتري بولوز على موقع AS.com (الإسبانية)